# الیخ
الیخ (به لاتین: Əlix) یک منطقه مسکونی در جمهوری آذربایجان است که در شهرستان قوسار واقع شده‌است. الیخ ۸۶ نفر جمعیت دارد.